# Вредитель (животное)
Вредитель — это животное, которое причиняет ущерб здоровью человека или его хозяйству, понимая последнее в самом широком смысле. Вредитель снижает урожайность и качество продукции, нанося тем самым огромный экономический ущерб. Известно более 60 тысяч видов животных-вредителей, преимущественно это насекомые, клещи, слизни, птицы и млекопитающие. Наибольшее число «вредных» видов встречается среди насекомых — около 10%. Большое число видов животных питаются определёнными культурными растениями. Их объединяют в следующие группы:

## Классификация по типу ущерба

### Хищные животные
Животные, жертвой которых может стать человек или домашние животные.

### Вредители сельскохозяйственных культур и леса
- Вредители огородных растений (огородные белянки, Delia, свекловичная корневая тля, свекловичный долгоносик, капустная совка, колорадский картофельный жук и др.);
- Вредители плодовых садов (различные долгоносики, кольчатый шелкопряд, непарный шелкопряд, яблочная плодожорка, моли, филлоксера, тли, червецы);
- Вредители леса повреждают лесные древесные и кустарниковые породы (листоеды, усачи, короеды, шелкопряды).

### Амбарные и домовые вредители
Амбарные вредители обитают в продовольственных складах и питаются зёрнами злаков, продуктами их переработки, сухими фруктами, грибами и др. продуктами. Могут повреждать также лекарственное, кожевенное, табачное сырьё и др. (хлебный жук-кузька, озимая совка, луговой мотылёк, клопы-черепашки, пшеничный трипс, амбарная моль, зерновая моль, амбарный долгоносик, платяная моль, тараканы, мыши, полёвки, суслики, крысы и др.).

### Паразиты
Животные, которые живут за счёт другого организма, питаясь или тканями его тела, или перевариваемой им пищей. Вши и блохи являются переносчиками опасных болезней человека и животных (сыпной тиф, чума). Кровососущие членистоногие (комары, москиты, кровососущие мухи, кровососки, иксодовые клещи) также переносят инфекцию во время сосания крови. Тараканы и комнатные мухи также могут быть переносчиками инфекционных возбудителей и яиц гельминтов.

## Таксономическая классификация

### Позвоночные
- Хищные млекопитающие, способные угрожать жизни и здоровью человека и животных.
- Дикие кабаны.
- Мыши, суслики, сурки и другие мелкие грызуны.
- Некоторые птицы.
- Крокодилы, ядовитые змеи.
- Ядовитые костные рыбы.
- Акулы[1].

### Насекомые
- Муравьи, тараканы, мухи и осы являются вредителями запасов.
- Тли, жуки, саранча и бабочки повреждают сельскохозяйственные культуры.
- Термиты, короеды и лесные муравьи наносят повреждения древесине.
- Шелкопряды, листовёртки уничтожают листья деревьев.
- Ядовитые насекомые.

### Паукообразные
- Пауки
- Скорпионы
- Клещи́

### Брюхоногие
- Некоторые слизни и улитки являются вредителями в сельском хозяйстве и садах.

### Нематоды
- Аскариды
- Золотистая картофельная нематода

### Плоские черви
- Ленточные черви

## Борьба с вредными животными
Для борьбы с вредителями разработана комплексная система профилактических мероприятий, в том числе агро- и лесотехнических, механических, физических, химических, биологических.